# Nenad Jovanović
Nenad Jovanović (Kirin Serbia: Ненад Јовановић; sinh ngày 12 tháng 5 năm 1988) là một tiền vệ bóng đá Serbia, thi đấu cho Mačva Šabac.